# Dottor Dolittle
Il dottor John Dolittle è il protagonista di una serie di libri per bambini di Hugh Lofting a partire dal libro The Story of Doctor Dolittle (La storia del dottor Dolittle) del 1920. È un medico che evita i pazienti umani a favore degli animali, con i quali può parlare nella loro lingua. Diventa poi naturalista, utilizzando le sue capacità di parlare con gli animali per comprendere meglio la natura e la storia del mondo.
Il dottor Dolittle apparve per la prima volta nelle lettere illustrate dell'autore ai suoi figli, scritte dalle trincee durante la prima guerra mondiale, quando le notizie effettive, dirà più tardi, erano o troppo orribili o troppo noiose. Le storie sono ambientate nella prima età vittoriana, in cui il dottor John Dolittle vive nel fittizio villaggio inglese di Puddleby-on-the-Marsh nel West Country.
Il dottor Dolittle ha alcuni amici stretti umani, tra cui Tommy Stubbins e Matthew Mugg, the Cats'-Meat Man. Tra gli animali ci sono Polynesia (un pappagallo), Gub-Gub (un maiale), Jip (un cane), Dab-Dab (una anatra), Chee-Chee (una scimmia), Too-Too (un gufo), il Pushmi-pullyu (Un animale immaginario con due teste alle estremità opposte del suo corpo) e un topo bianco chiamato semplicemente Whitey.

## Ispirazione
Un'ispirazione per il suo personaggio sembra essere stato il chirurgo scozzese John Hunter ma anche il paleontologo Charles Doolittle Walcott, lo scopritore dell'Argillite di Burgess (uno straordinario affioramento cambriano) e dal suo secondo nome deriverebbe il nome del personaggio.

## Adattamenti
Ci sono stati diversi adattamenti delle storie del dottor Dolittle in altri media:
- 1928: Doktor Dolittle und seine Tiere (Il dottor Dolittle e i suoi animali), un cortometraggio muto animato in tedesco di Lotte Reiniger.[4][5]
- 1933–1934: una serie radio NBC.[5]
- 1967: Il favoloso dottor Dolittle, interpretato da Rex Harrison.[6]
- 1970–1972: Il meraviglioso dottor Dolittle, serie TV animata prodotta da DePatie-Freleng Enterprises per la 20th Century Fox Television.[7]
- 1973: Adattamento scenico del Philadelphia Boys Choir & Chorale utilizzato durante la loro tournée in Belgio e Kenya.[8]
- 1995–2001: Audiolibri della BBC letti da Alan Bennett.[9]
- 1998: Doctor Dolittle, musical teatrale di Leslie Bricusse, basato sul musical cinematografico del 1967.
- 1998: Il dottor Dolittle e i suoi sequel: Il dottor Dolittle 2 (2001), Il dottor Dolittle 3 (2006), Il dottor Dolittle 4 (2008) e Il dottor Dolittle 5 (2009), i primi due con Eddie Murphy, tutti e cinque con Kyla Pratt come sua figlia, Maya
- 2007: Adattamento musical di TheatreWorksUSA, scritto da Randy Courts e Mark St. Germain.[10]
- 2011: The Voyages of Young Doctor Dolittle, film d'animazione direct-to-video con Jane Seymour, Jason Alexander e Tim Curry.[11]
- 2020: Dolittle, un nuovo adattamento live action con protagonista Robert Downey Jr., Michael Sheen e Antonio Banderas.[12][13]